# 天逸邨

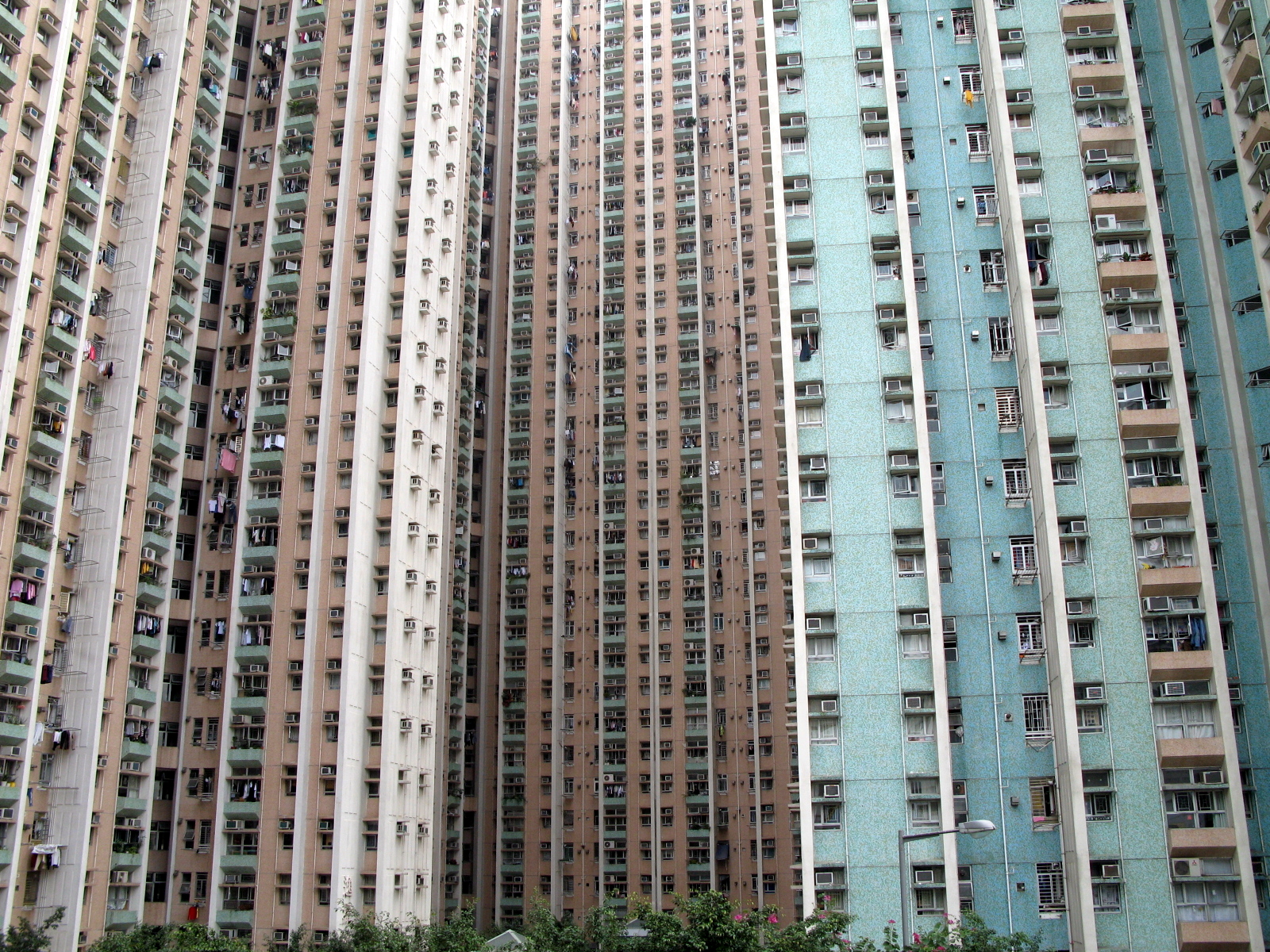
天逸邨建築密度非常高

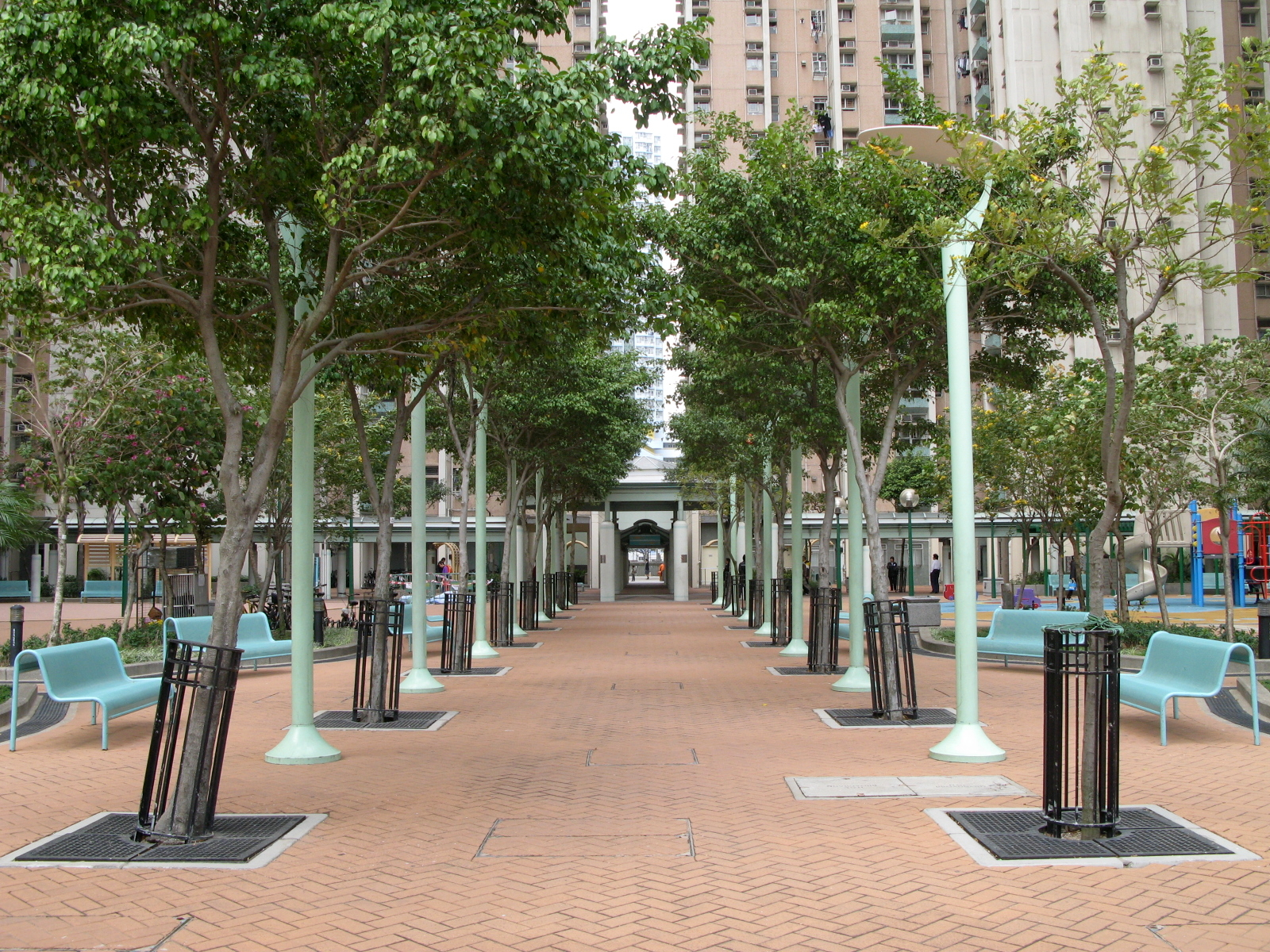
天逸邨内的花園

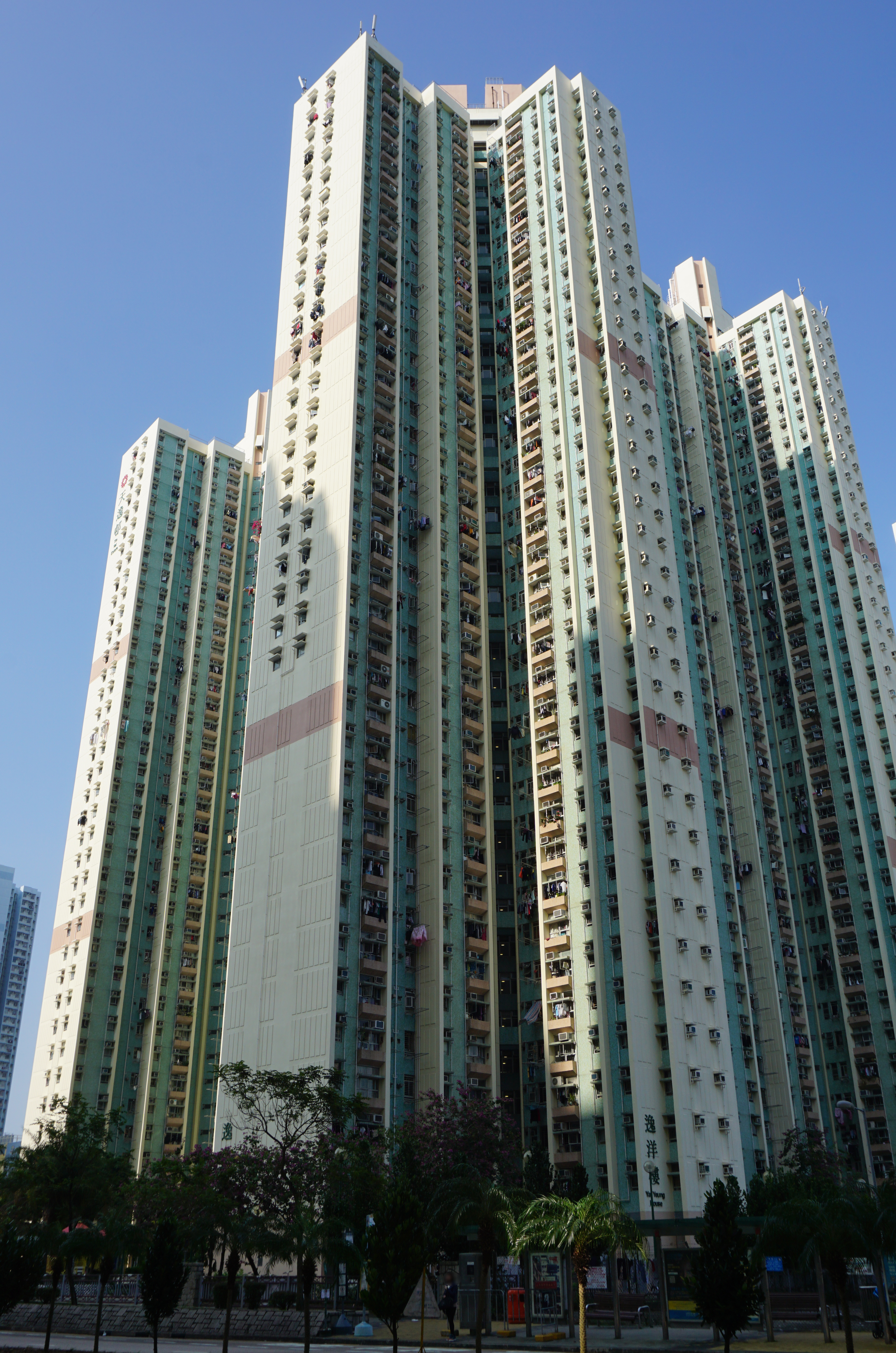
天逸邨逸洋樓因為要阻隔從天秀路而來的噪音，需要把低層部分向聲源的窗戶封閉

天逸邨（英語：Tin Yat Estate）是香港房屋委員會轄下的一個公共屋邨，位於香港元朗區天水圍新市鎮北部（天水圍第106區），由佳富物業管理負責屋邨管理。

## 歷史
根據2001年出版的《香港街道大廈詳圖》，天逸邨原本是居屋屋苑「逸天苑」（逸字在前，天字在後，而不是「天逸苑」），有別於天水圍區內屋邨屋苑慣常將「天」字置在前面。
後來因為政府打算縮短出租公屋輪候年期至三年，而將包括逸天苑在內整批居屋第23期乙屋苑改為公共房屋出租。

## 簡介
由於天逸邨原本是預計用作居屋發售，所以邨內部份單位面積與天恆邨一樣都比同區出租公屋單位為大，提供2房2廳、3房2廳及3房2廳連儲物室單位，它更是香港僅有採用1984年版本的新十字型設計出租公屋（設花槽及露台），其他改作出租公屋用途的新十字型大廈均為1999年改良版本設計。

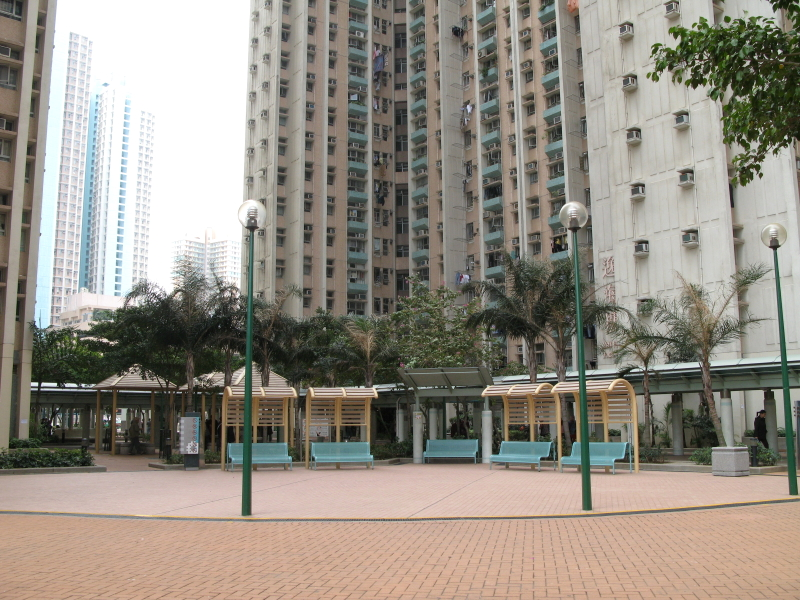
太極場
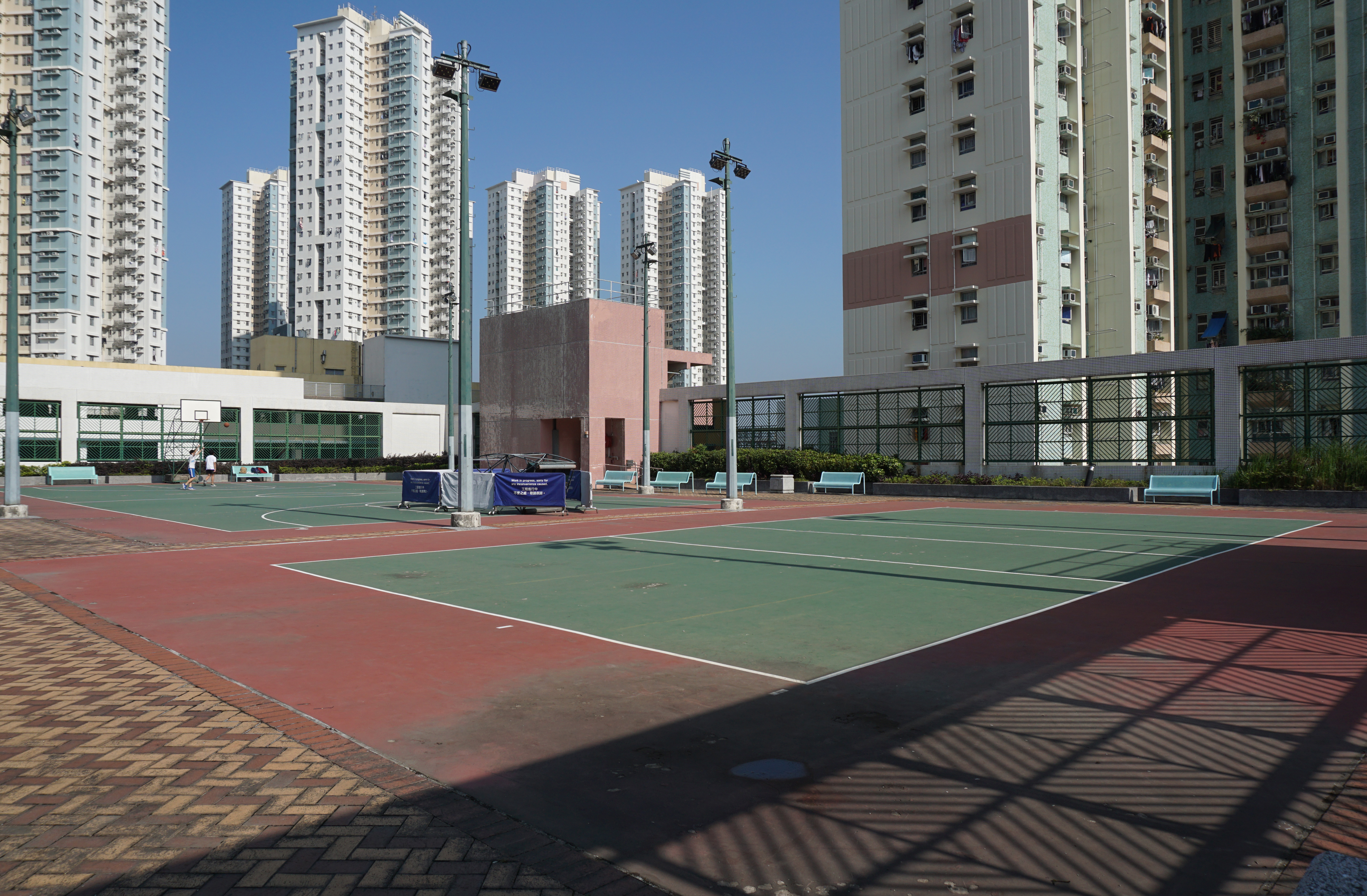
停車場大樓上的籃球場（左）及排球場（右）
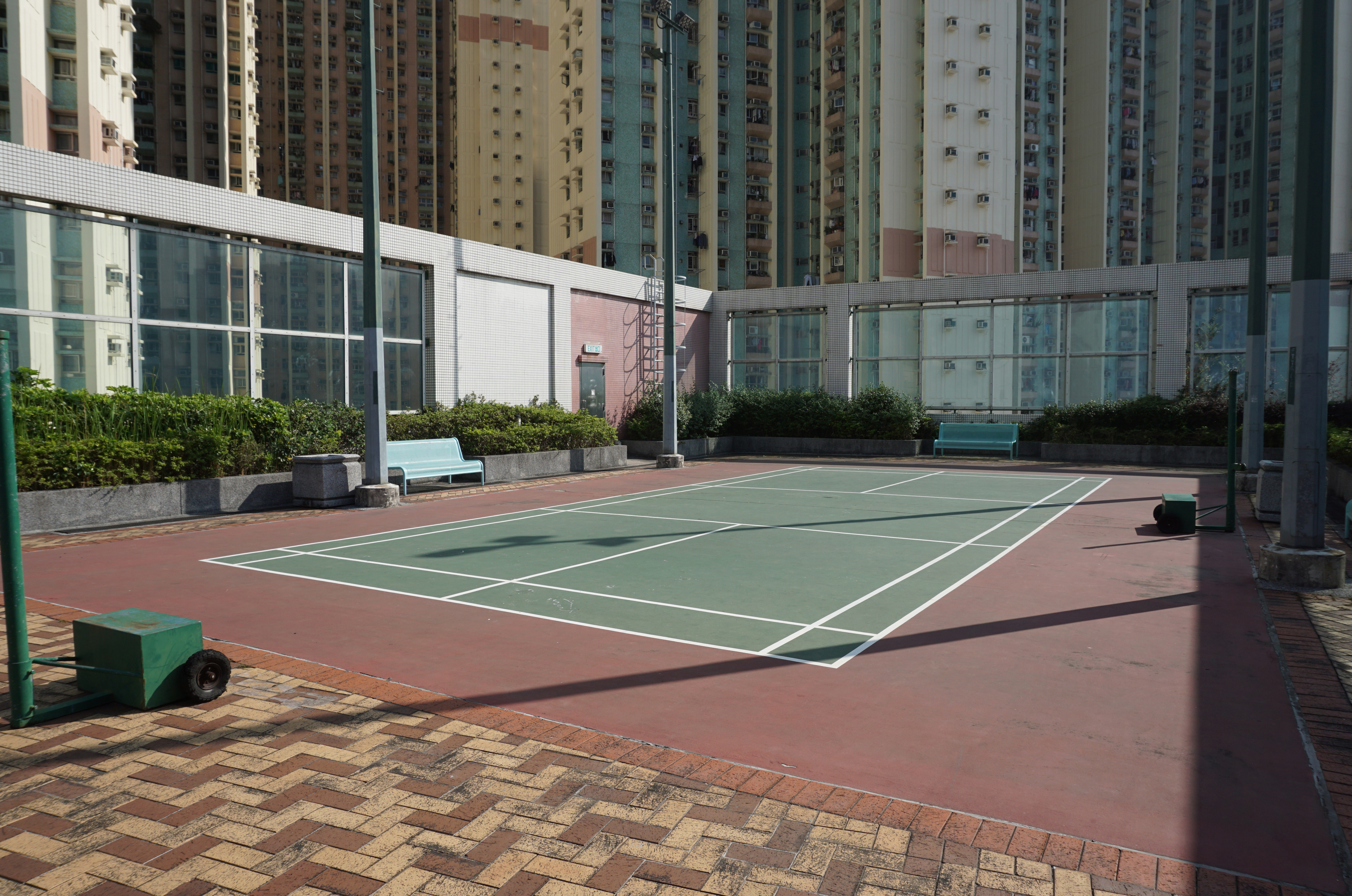
停車場大樓上的羽毛球場
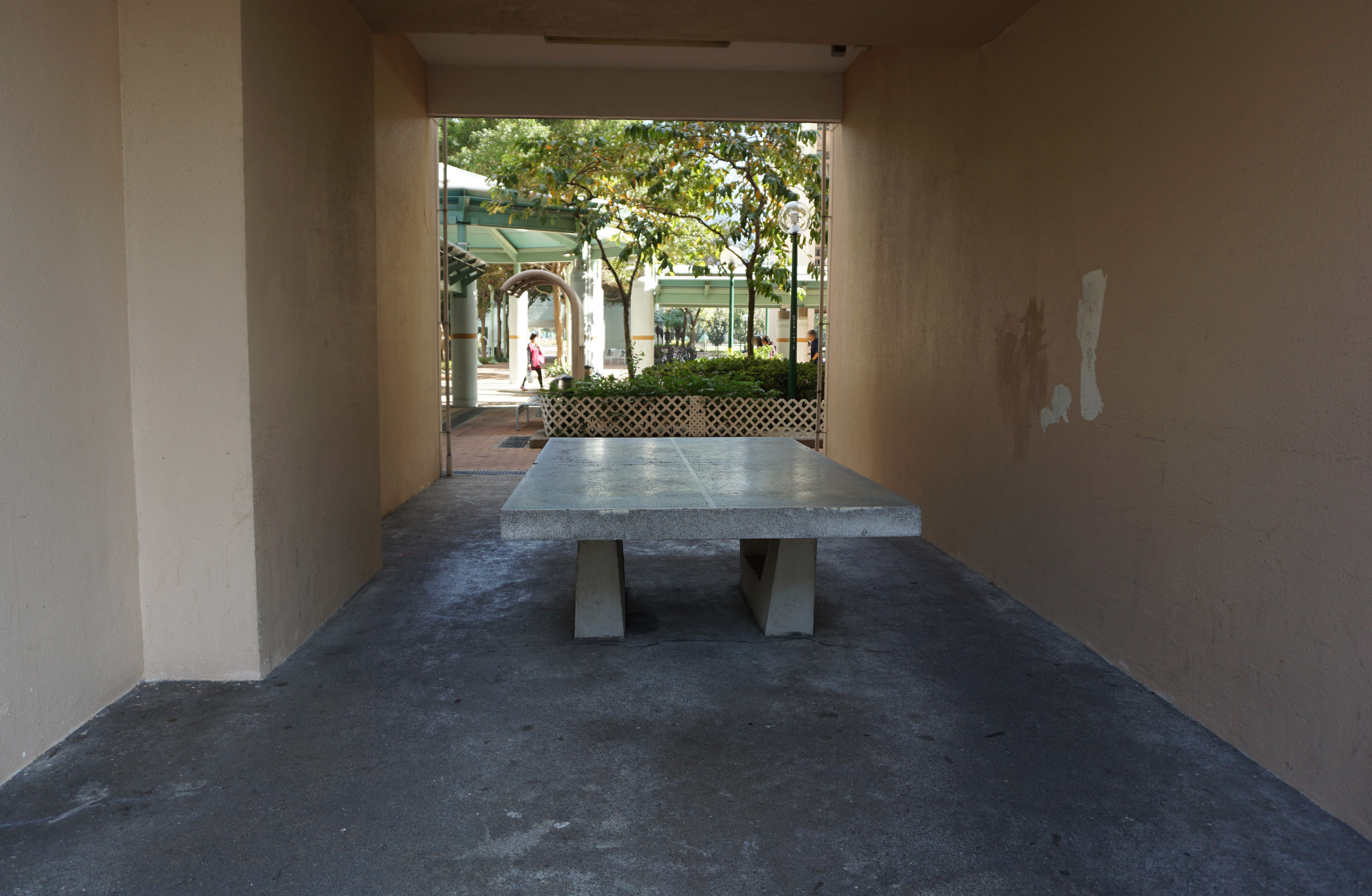
乒乓球區
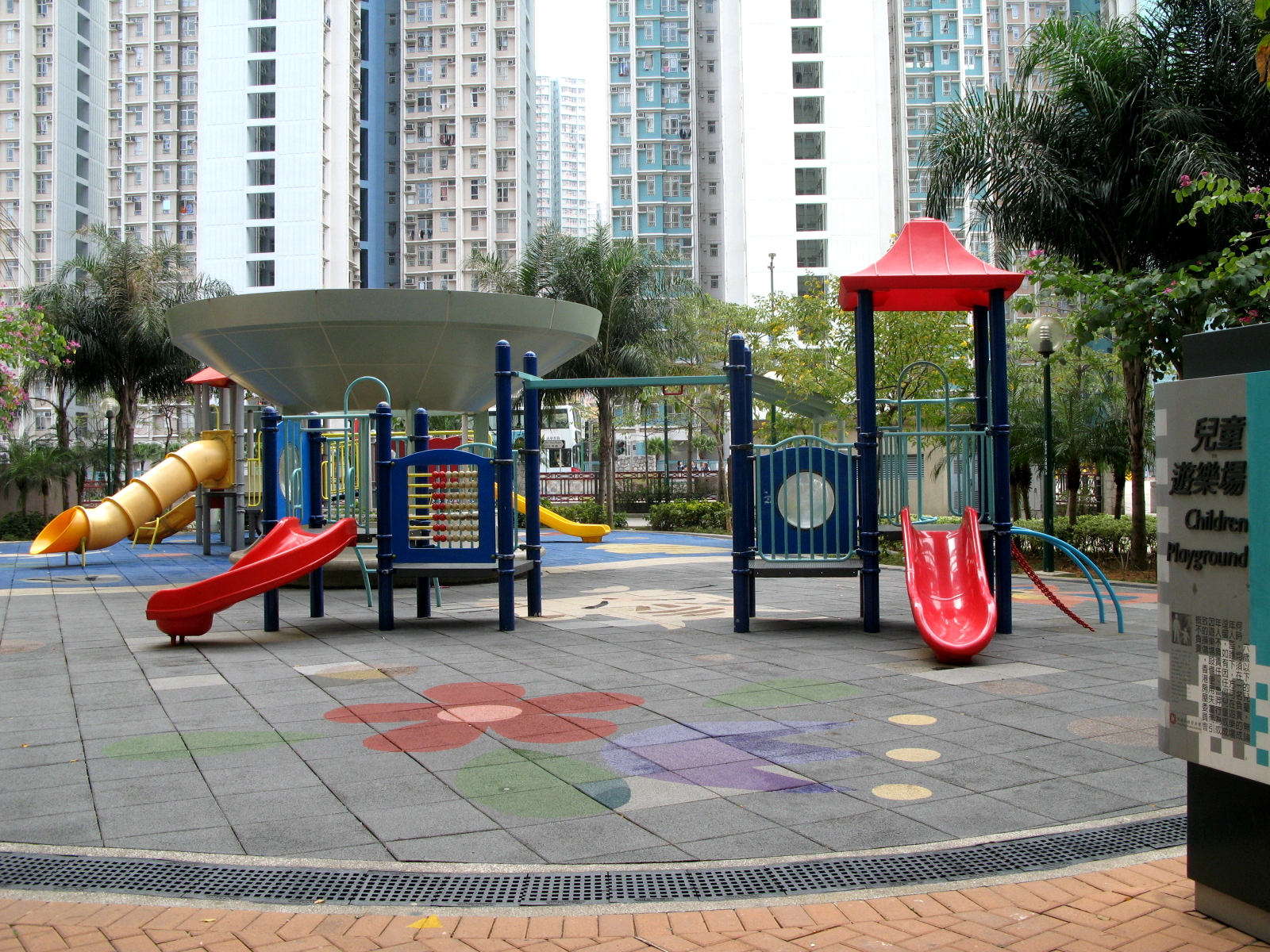
兒童遊樂場
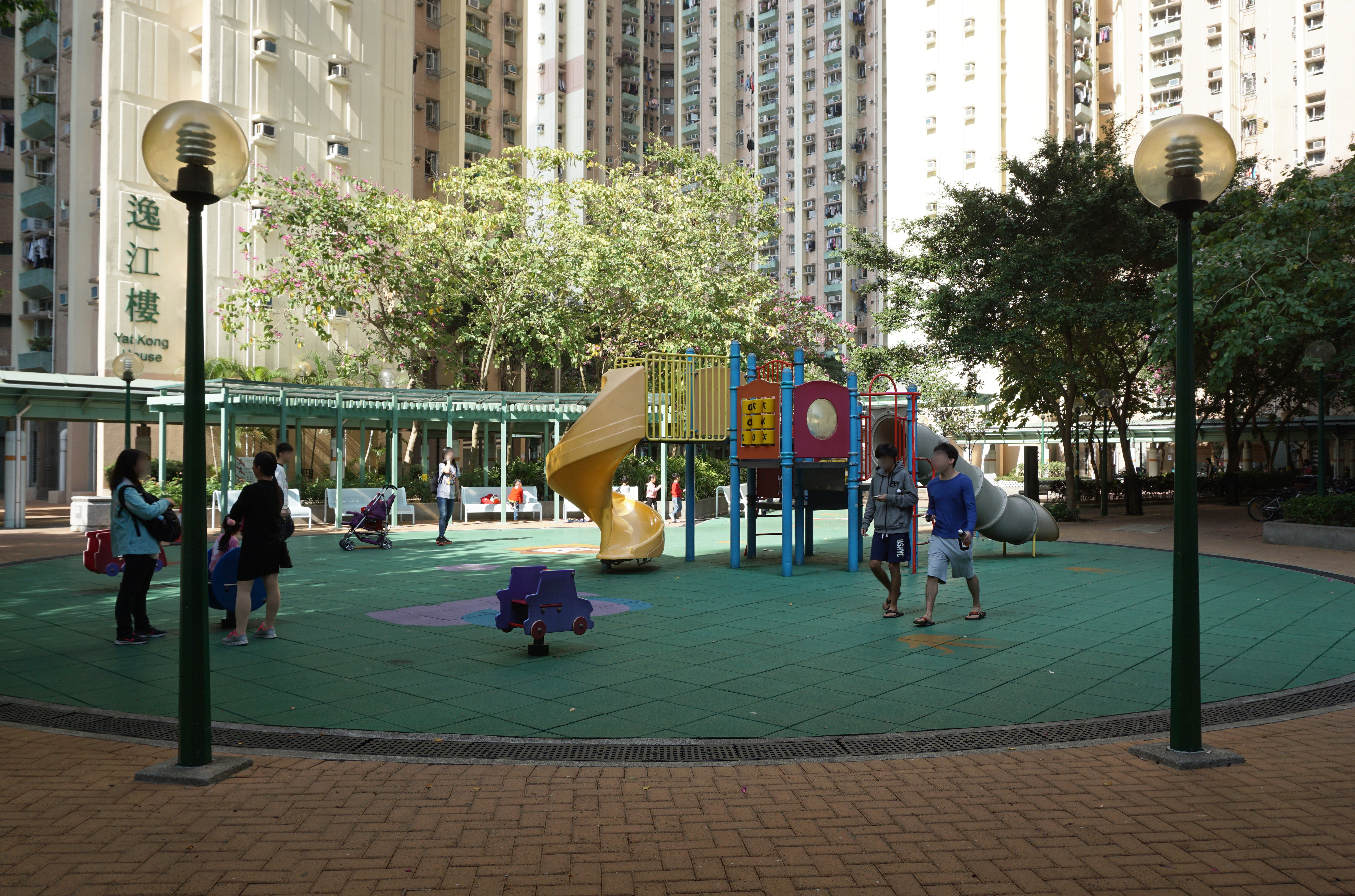
兒童遊樂場（2）
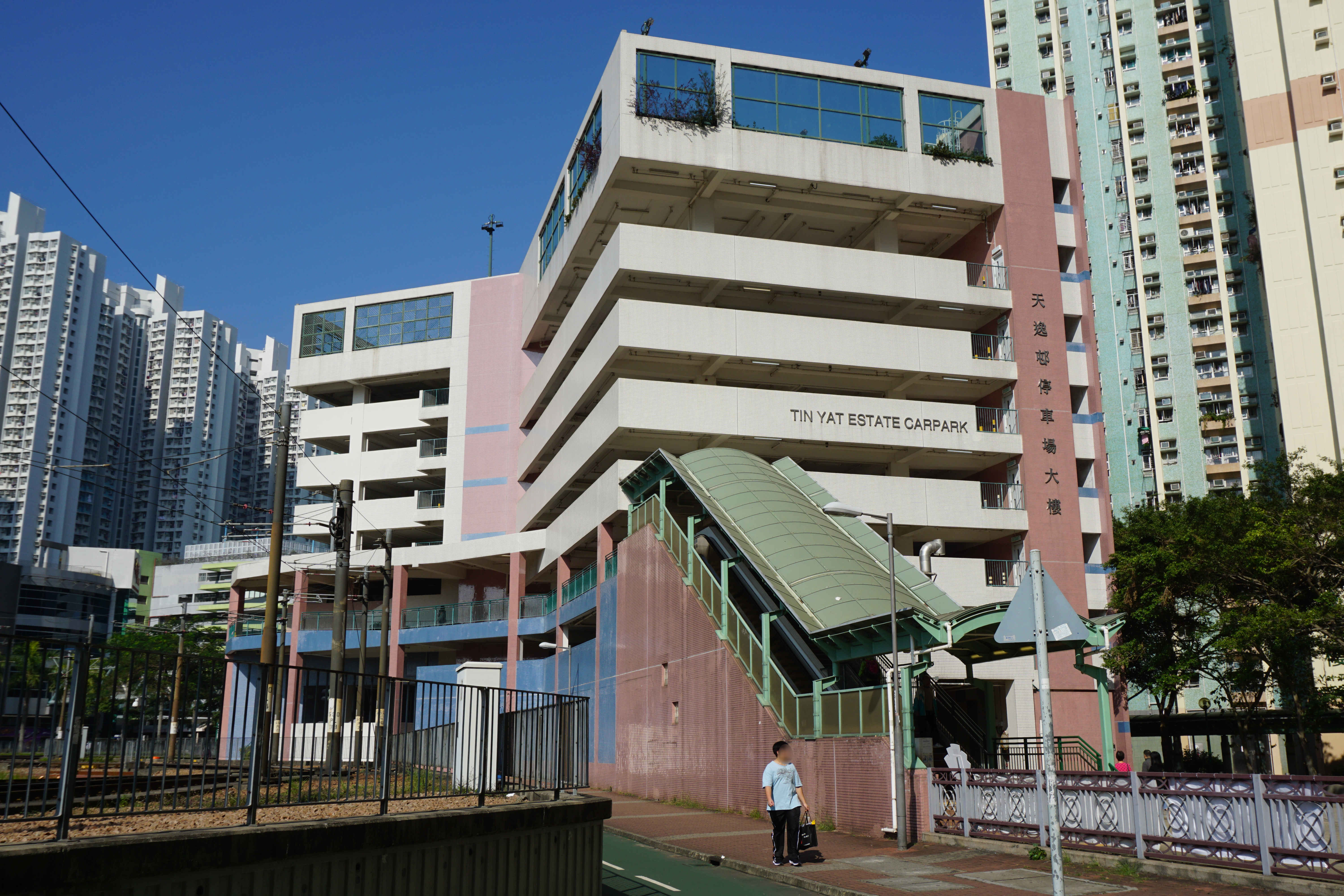
停車場大樓
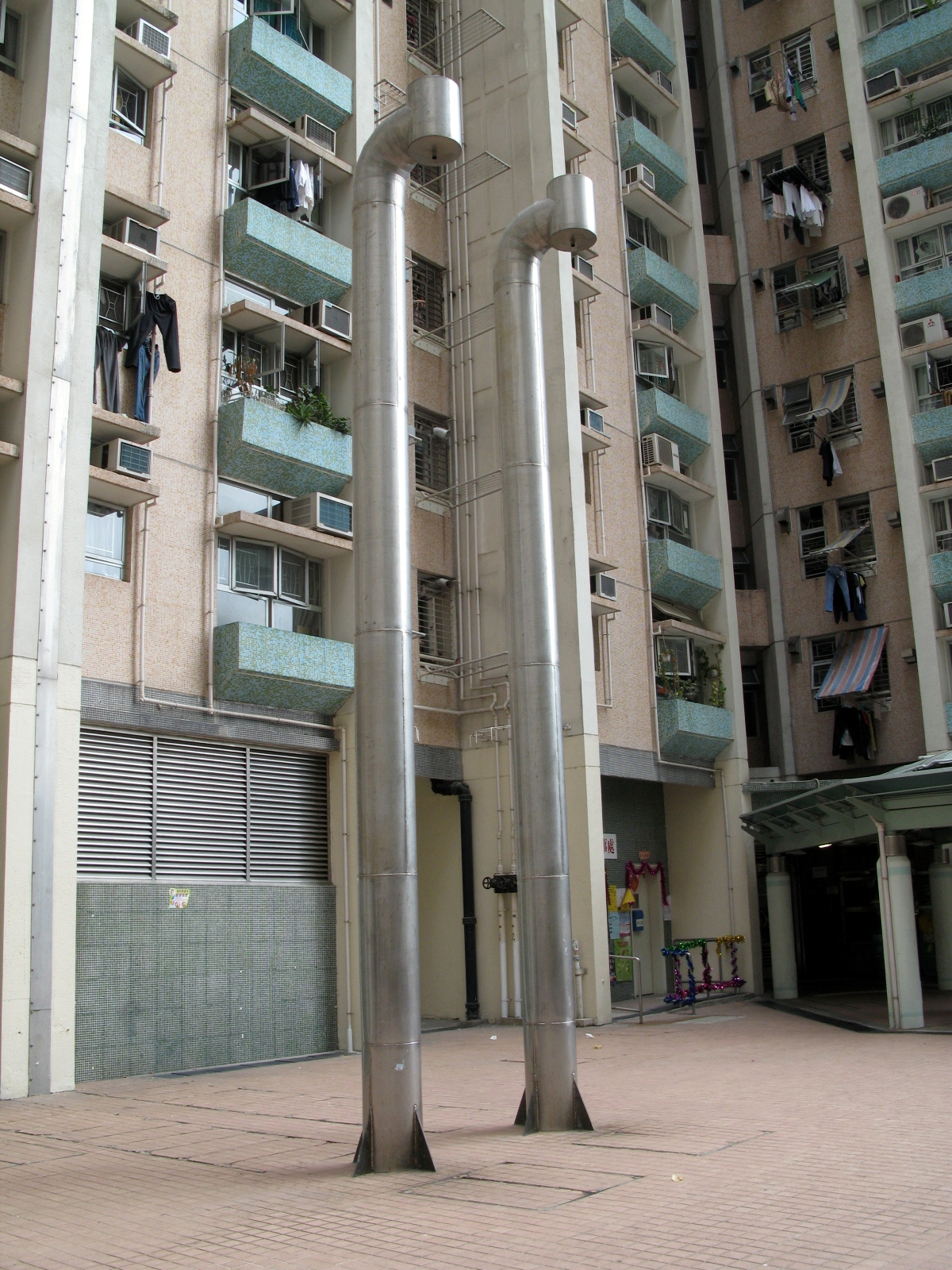
地下發電機房煙囪

## 屋邨資料
天逸邨與天澤邨一樣，因正值「八萬五建屋計劃」時期，屋邨規劃時用盡最高的地積比率興建，因此本邨休憩空間較其它的屋邨為小。屋邨設施包括三個兒童遊樂場、太極場、一間幼稚園及多層停車場。停車場上蓋設有籃球場、排球場及羽毛球場。天逸邨設有通道連接天秀路公園。屋邨附近有輕鐵站及天橋連接至天澤邨。

### 樓宇
所有樓宇命名皆以「水」偏旁及以水有關的漢字為主（逸〇樓）
| 樓宇名稱 | 樓宇類型                | 落成年份 | 層數 | 每層伙數 | 每座單位總數（伙） | 提供升降機的廠商 |
| -------- | ----------------------- | -------- | ---- | -------- | ------------------ | ---------------- |
| 逸池樓   | 新十字型 （1984年版本） | 2001年   | 37   | 10       | 370                | 日立             |
| 逸浪樓   | 新十字型 （1984年版本） | 2001年   | 37   | 10       | 370                | 日立             |
| 逸江樓   | 新十字型 （1984年版本） | 2001年   | 37   | 10       | 370                | 日立             |
| 逸洋樓   | 新十字型 （1984年版本） | 2001年   | 37   | 10       | 370                | 日立             |
| 逸灣樓   | 新十字型 （1984年版本） | 2001年   | 37   | 10       | 370                | 日立             |
| 逸濤樓   | 新十字型 （1984年版本） | 2001年   | 37   | 10       | 370                | 日立             |
| 逸潭樓   | 新十字型 （1984年版本） | 2001年   | 37   | 10       | 370                | 日立             |
| 逸湖樓   | 新十字型 （1984年版本） | 2001年   | 37   | 10       | 370                | 日立             |
| 逸海樓   | 新十字型 （1984年版本） | 2001年   | 37   | 10       | 370                | 日立             |

第一期出租公屋大廈及其附屬的多層式停車場、球場、花園由協興建築負責建造，工程承建商還承包了大廈的外牆工程，建築項目的地基工程由新昌營造廠有限公司進行；第二期出租公屋大廈由其士(建築)有限公司興建。所有樓宇由林陳簡建築師樓作詳細設計。

## 鄰近商場
- 天澤商場
- 俊宏商場
- 天秀墟

## 學校

### 幼稚園
- 圓玄幼稚園（天逸邨） （2002年創辦）（位於天逸邨停車場大樓地下）

## 鄰近

### 公共屋邨
- 天恩邨
- 天澤邨
- 天恆邨
- 俊宏軒

### 居屋屋苑
- 天富苑

### 公園
- 天秀路公園

## 區議會議席分布
| 年度/範圍                              | 2004-2007 | 2008-2011 | 2012-2015 | 2016-2019 | 2020-2023 |
| -------------------------------------- | --------- | --------- | --------- | --------- | --------- |
| 逸池樓 、逸浪樓、逸洋樓及逸灣樓        | 宏逸選區  | 富恩選區  | 宏逸選區  | 宏逸選區  | 宏逸選區  |
| 逸江樓、逸濤樓、逸潭樓、逸湖樓及逸海樓 | 逸澤選區  | 逸澤選區  | 逸澤選區  | 逸澤選區  | 逸澤選區  |

## 外景場地
- 於1999年，電訊公司SUNDAY戲仿「阿Sir請食飯廣告」的宣傳廣告，曾於此邨地盤取景[8]。

## 外部連結
- 房屋署天逸邨資料

22°28′03″N 113°59′56″E / 22.467372°N 113.999013°E